# Marcelino García Barragán
Marcelino García Barragán är en ort i Mexiko.   Den ligger i kommunen Las Choapas och delstaten Veracruz, i den sydöstra delen av landet, 600 km öster om huvudstaden Mexico City. Marcelino García Barragán ligger 124 meter över havet och antalet invånare är 146.
Terrängen runt Marcelino García Barragán är lite kuperad. Runt Marcelino García Barragán är det ganska glesbefolkat, med 29 invånare per kvadratkilometer. Närmaste större samhälle är Felipe Ángeles, 2,7 km nordost om Marcelino García Barragán. Omgivningarna runt Marcelino García Barragán är en mosaik av jordbruksmark och naturlig växtlighet.